# Velehrad
Velehrad je obec v okrese Uherské Hradiště ve Zlínském kraji. Leží šest kilometrů severozápadně od Uherského Hradiště. Žije zde přibližně 1 100 obyvatel a nachází se zde jedno z nejvýznamnějších poutních míst České republiky. V lidové tradici je ztotožňován s hlavním střediskem Velké Moravy, Veligradem.
V obci se nachází nejstarší cisterciácké opatství na Moravě, které náleží od roku 1890 jezuitům a je každoročně 5. července cílem Národní pouti na Velehradě, která se koná u příležitosti svátku svatých Cyrila a Metoděje, od roku 2000 v rámci Dnů lidí dobré vůle. Areál kláštera je chráněnou kulturní památkou České republiky.
V současné době působí na Velehradě dva katolické řády: kromě už zmíněných jezuitů zde působí ještě Kongregace sester sv. Cyrila a Metoděje.

## Historie
V lidové tradici je obec dosud ztotožňována s hlavním střediskem Velké Moravy. V pramenech 9.–11. století však sídlo tohoto názvu není nikde zmíněno. Nejstarší doklad pro jméno Velehrad je až v listině olomouckého biskupa Jindřicha Zdíka z roku 1131, respektive z roku 1141, kam je obvykle přesněji řazen vznik dokumentu. V této listině se připomíná osada Veligrad (villa Veligrad). Tento název však patřil dnešnímu Starému Městu. Obdobně se setkáváme s označením „trhová ves Velehrad“ (Welegrad villa forensis) v listině olomouckého biskupa Roberta ze srpna 1220, v níž se biskup vzdává desátků ve prospěch velehradského kláštera ve všech jeho vsích. V listině z roku 1228 (výčet statků velehradského kláštera v privilegiu Přemysla I. Otakara), se uvádí Weligrad, dříve město, nyní městys, nebo též někdejší hradiště, nyní trhová obec (Weligrad, civitas primo, modo burgus). Ve Veligradu – Starém Městě byl v té době hrad či hradiště, jehož funkce již končila a areál byl postupně zastavován.
V roce 1205 byl v těchto místech založen klášter cisterciáků, kteří v něm pobývali až do roku 1784, kdy byl zrušen na základě patentu císaře Josefa II. Lidé, kteří v klášteře sloužili, však zůstali a vytvořili společenství obyvatel obce Velehrad, která od roku 1785 vystupuje jako obec s vlastní samosprávou. Od poloviny 19. století postupně rostl význam místa, spojovaného s cyrilometodějským odkazem. Velehradských slavností u příležitosti tisícího výročí příchodu Cyrila a Metoděje na Velkou Moravu se v roce 1863 zúčastnilo téměř sto tisíc lidí. Klášterní komplex byl rekonstruován a stal se místem setkávání poutníků až do roku 1950, kdy byl komunistickým režimem jeho provoz násilně ukončen a poutní provoz na Velehradě omezen.
V roce 1985 se na Velehrad u příležitosti Národní poutě navzdory obstrukcím ze strany státních orgánů sjelo mnohem víc lidí, než bylo za komunistického režimu zvykem (důvodem bylo kulaté 1100. výročí úmrtí sv. Metoděje a okolnost, že se papež rozhodl udělit velehradské bazilice Zlatou růži). Projev ministra kultury Klusáka, který označil Cyrila a Metoděje za první komunisty, důsledně vynechával při řeči o nich přídomek svatý a pokusil se dát celé pouti „ten správný politický rozměr“, vyústil v to, že byl ministr z tribuny vypískán a celá akce přerostla v jednu z největších demonstrací odporu proti komunistickému režimu za celé období normalizace.
V roce 1990 navštívil Velehrad papež Jan Pavel II., kterého přivítalo na půl milionu věřících. Provoz kláštera byl obnoven a podpořen další rozvoj velehradských poutí a dalších setkávání. V roce 1993 na Velehradě proběhlo Celostátní setkání mládeže, jehož se zúčastnilo asi 8000 lidí z celé ČR.

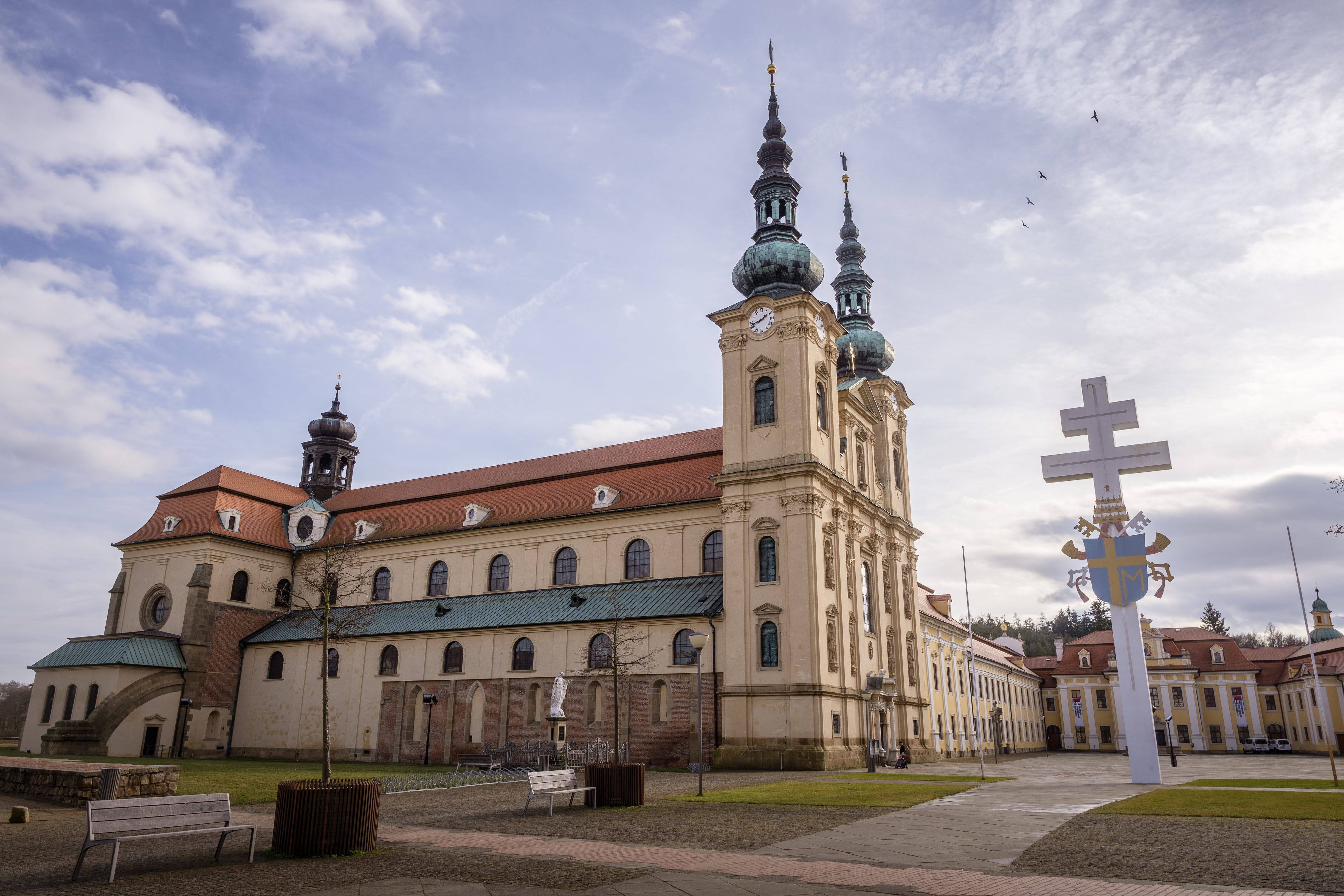
Bazilika Nanebevzetí Panny Marie a svatého Cyrila a Metoděje
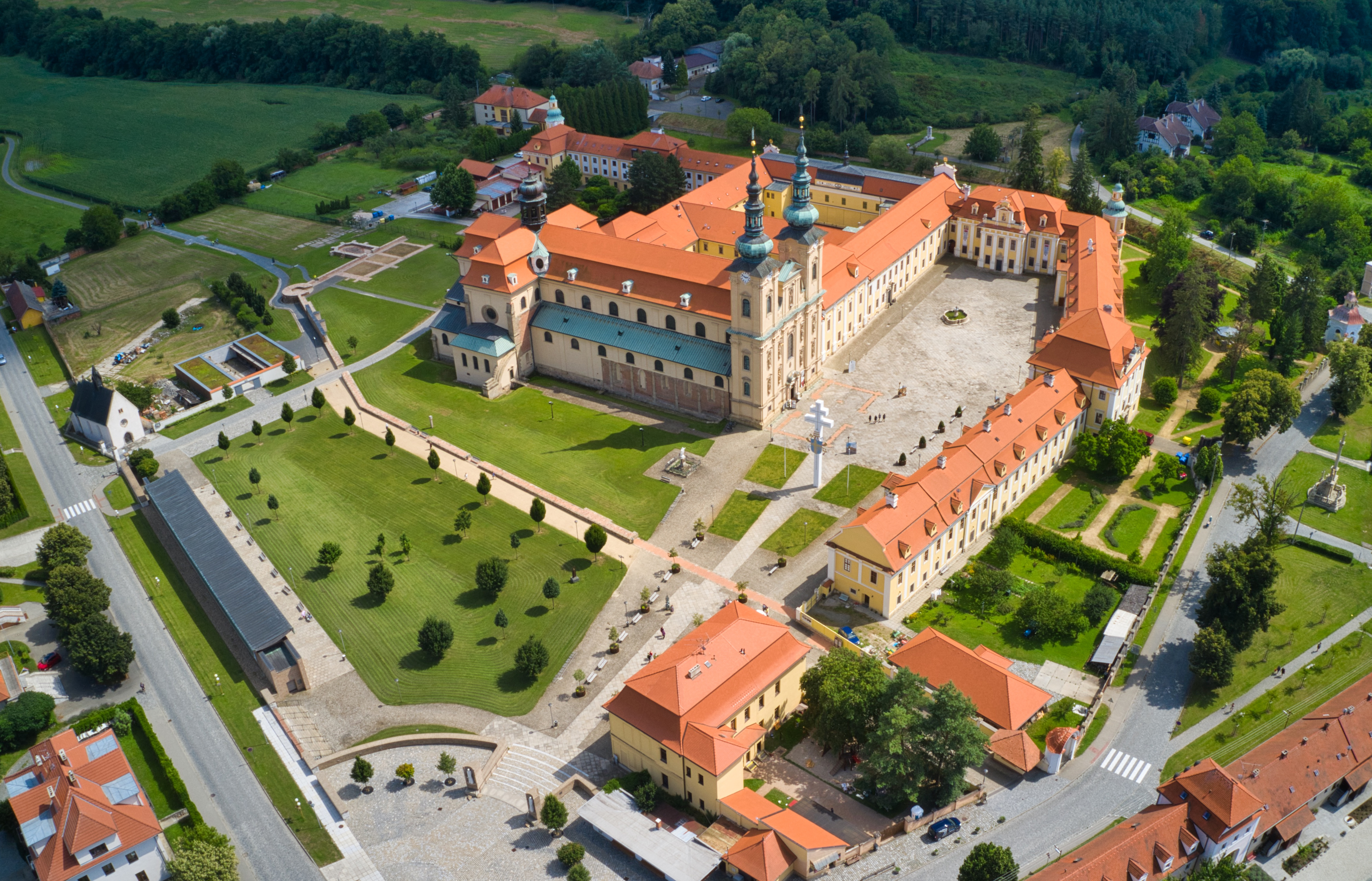
Klášterní komplex s bazilikou
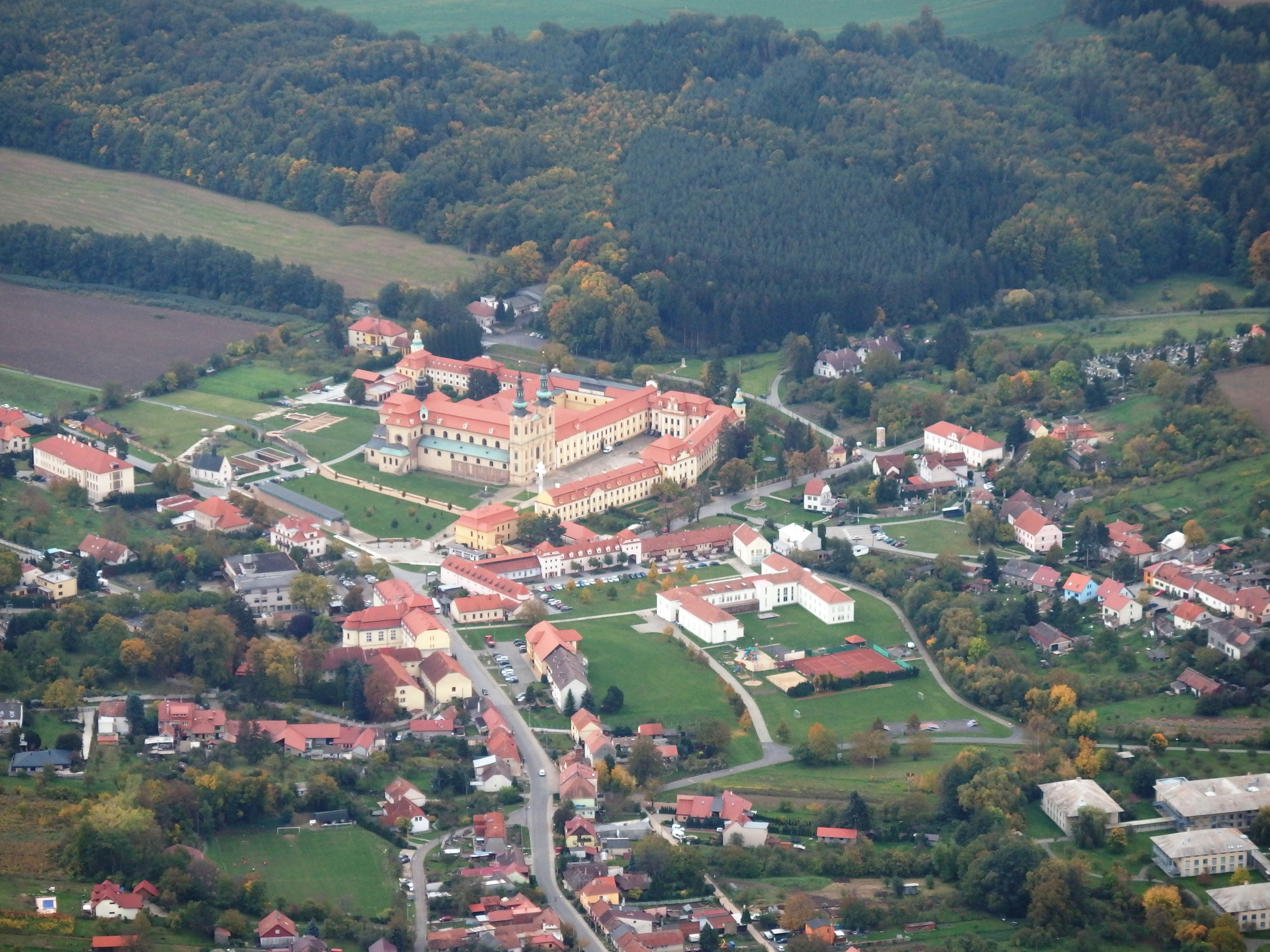
Letecký pohled na obec Velehrad

## Obyvatelstvo
| Rok            | 1869 | 1880 | 1890 | 1900 | 1910 | 1921 | 1930 | 1950  | 1961  | 1970  | 1980  | 1991  | 2001  | 2011  | 2021  |
| -------------- | ---- | ---- | ---- | ---- | ---- | ---- | ---- | ----- | ----- | ----- | ----- | ----- | ----- | ----- | ----- |
| Počet obyvatel | 544  | 585  | 594  | 610  | 686  | 798  | 936  | 1 196 | 1 565 | 1 503 | 1 535 | 1 623 | 1 471 | 1 276 | 1 099 |
| Počet domů     | 62   | 76   | 86   | 92   | 105  | 109  | 151  | 177   | 193   | 199   | 222   | 260   | 280   | 295   | 311   |

## Obecní správa

### Obecní symboly
Znak a vlajka byly obci uděleny rozhodnutím předsedy Poslanecké sněmovny Parlamentu České republiky dne 4. června 1998.

## Pamětihodnosti

### Velehradský klášter

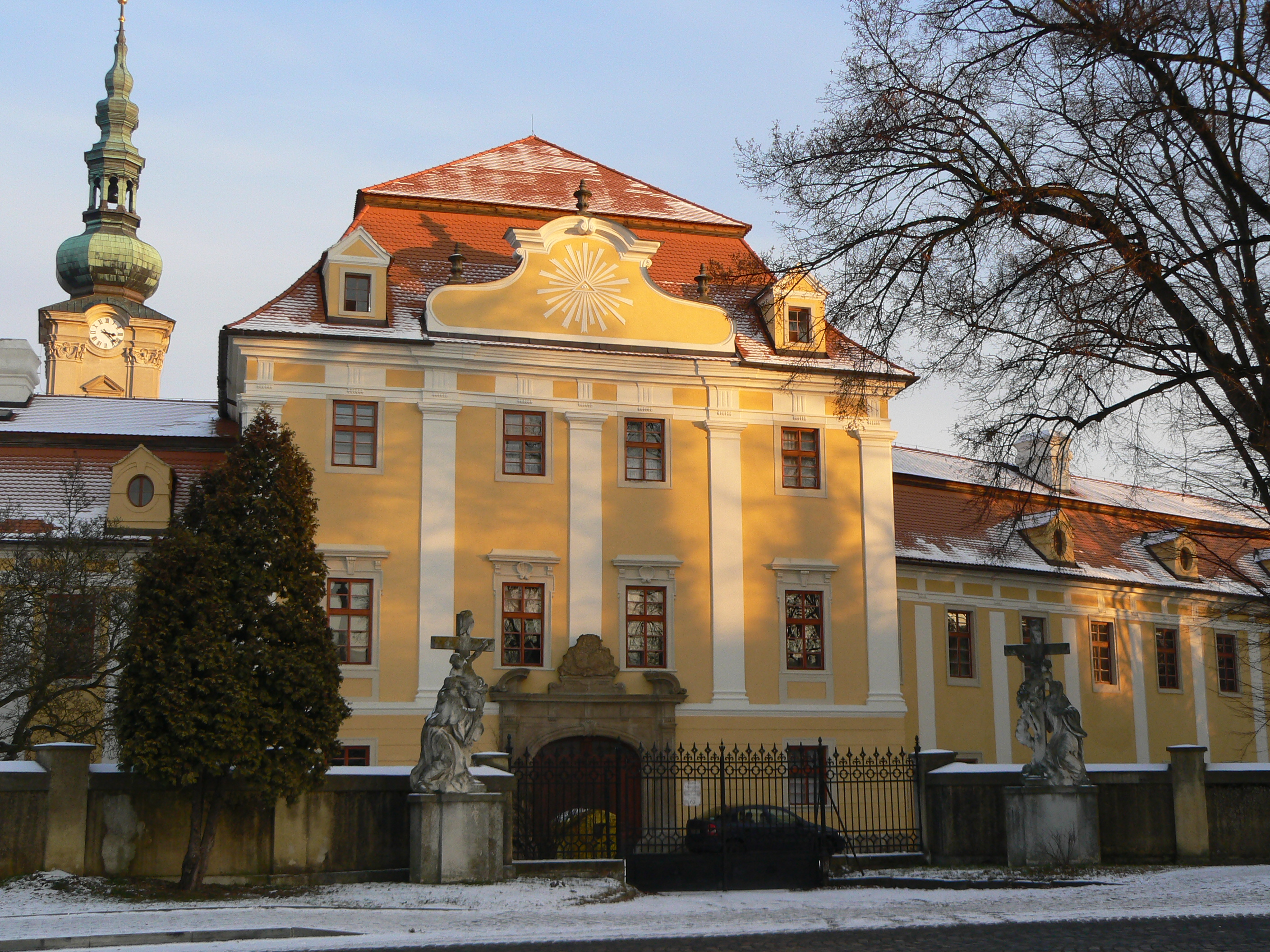
Jeden ze vchodů do bývalého kláštera

Velehradský klášter je první cisterciácký klášter založený na Moravě. Z podnětu olomouckého biskupa Roberta jej založil moravský markrabě Vladislav Jindřich v blízkosti vesnice Veligradu (dnešní Staré Město u Uherského Hradiště), po níž byl pojmenován (moderní obec Velehrad tehdy ještě neexistovala). Klášter byl dokončen ve 40. letech 13. století. Vybudován je v pozdním románském slohu, s vlivem rané gotiky. V současné době náleží jezuitům.
V lednu 1421 klášter vypálili moravští husité, k jeho obnově došlo až na konci 16. století (mezitím byl obydlen pouze tzv. opatský palác). V průběhu třicetileté války byl klášter zpustošen dvakrát, nejprve sedmihradskými vojsky (1623), podruhé povstalci z Valašska (1626). Po těchto událostech následovala další raně barokní přestavba (1629–1635). V roce 1681 došlo v klášteře ke zničujícímu požáru, který vyústil v rozsáhlou přestavbu konventu a následně (a zejména) kostela, která probíhala na přelomu 17. a 18. století. V roce 1784 byl klášter v rámci Josefínských reforem zrušen. Od té doby kostel působí jako farní, přičemž ale fara k němu byla zřízena až v roce 1825.
V roce 1890 klášter získali jezuité, kteří zde mimo jiné zřídili své vyučovací ústavy. Během jejich panování v klášteře byly provedeny dvoje vykopávky (1903–1906 a 1936–1941), jejichž hlavním cílem ovšem bylo vysušení a odvodnění klášterního podzemí. V letech 1935–1939 provedli jezuité rozsáhlé opravy objektu. V roce 1950 byl klášter v rámci Akce K přepaden policií, veškerá jeho činnost byla ukončena a jezuité byli odvlečeni do koncentračních klášterů.
V roce 1990 se jezuité do kláštera vrátili a tentýž rok Velehrad navštívil papež Jan Pavel II. Doprovázel jej František kardinál Tomášek. Na památku této události na nádvoří před bazilikou vztyčen velký kříž s jeho papežským znakem.

#### Klášterní bazilika

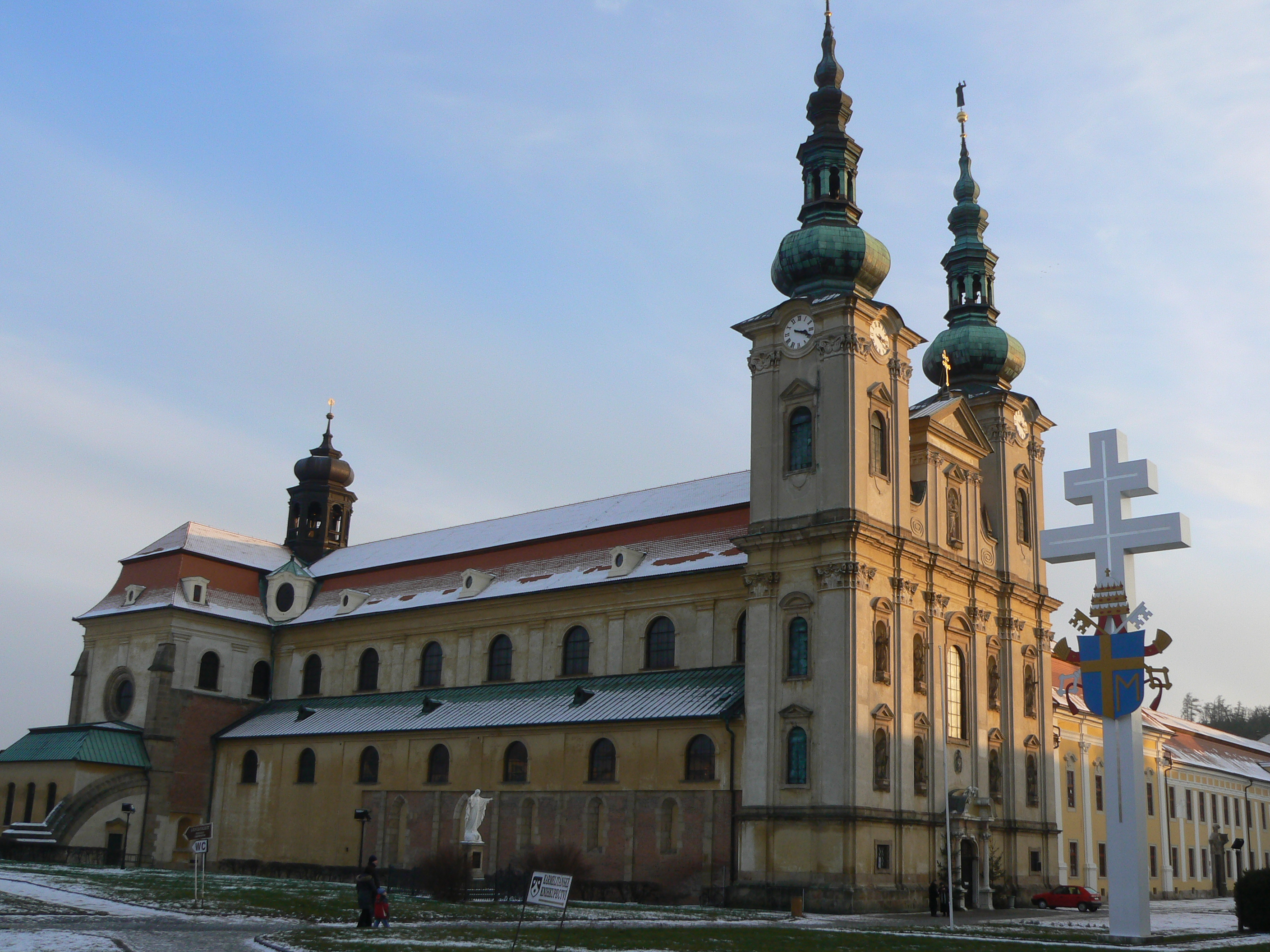
Bazilika v lednu 2008.

Součástí velehradského kláštera už v době založení stal klášterní „kostel Nanebevzetí Panny Marie“, dnešní bazilika Nanebevzetí Panny Marie a svatého Cyrila a Metoděje. Vysvěcen byl biskupem Robertem hned na počátku výstavby klášterního komplexu, 27. listopadu 1228. Od druhé poloviny 19. století zde rostla poutní tradice a dnes jde o nejvýznamnější poutní baziliku České republiky.
Současnou podobu bazilika získala při rozsáhlých přestavbách, které následovaly na přelomu 17. a 18. století po požáru v roce 1681. Navzdory nim jí však zůstal uchován románsko-gotický charakter. Během přestavby vzniklo čtrnáct samostatných pobočných kaplí, byla zbořena předsíň a západní průčelí (délka baziliky tak klesla ze sto na 86 metrů) a zcela byla předělána střecha a věže baziliky. Podlaha byla zvýšena na úroveň okolního terénu (v průběhu staletí došlo k navýšení okolí asi o dva metry) a byly pod ní vybudovány krypty. Po dalším požáru v roce 1719 byly opravy dokončeny a dodána vnitřní výzdoba, na níž se mimo jiné podíleli sochař a štukatér Baldassare Fontana, sochař Carl Johann Steinhaüser a malíř Ignác Raab.
Přebudování kostela bylo ukončeno 2. října 1735 slavnostním druhým svěcením. V roce 1927 udělil kostelu papež Pius XI. titul basilika minor. V červnu 1985 obdržela bazilika od papeže Jana Pavla II. Zlatou růži.

#### Školy v klášteře
Jezuité zřídili v klášteře kolej a později řádové gymnázium, které mělo vychovávat kněze a misionáře. Gymnázium vzniklo v roce 1916, ovšem na počátku bylo jen pobočkou Arcibiskupského gymnázia v Praze-Bubenči. Obrovskou prestiž mu přinesl rok 1919, kdy papež Benedikt XV. povýšil kolej příslušející k ústavu na Papežský ústav. Kolej tak přijala jméno Papežský misijní ústav sv. Cyrila a Metoděje pro misie slovanské.
Gymnázium se zcela osamostatnilo až na konci roku 1937 pod názvem Řádové československé gymnázium Papežské koleje Tovaryšstva Ježíšova na Velehradě. V roce 1942 bylo zrušeno nacisty a areál kláštera využívala Hitlerjugend. V roce 1945 byly oba ústavy obnoveny, ne však nadlouho. Činnost koleje i gymnázia byla násilně ukončena komunistickým režimem v rámci Akce K v noci z 13. na 14. dubna 1950, když byl klášter přepaden Státní bezpečností, která jej zabrala, ústavy jediným prohlášením zlikvidovala a jezuity odvezla do koncentračních klášterů.
V roce zde zahájilo výuku 2004 církevní Stojanovo gymnázium, založené olomouckým arcibiskupem Janem Graubnerem v roce 2001.

### Další pamětihodnosti

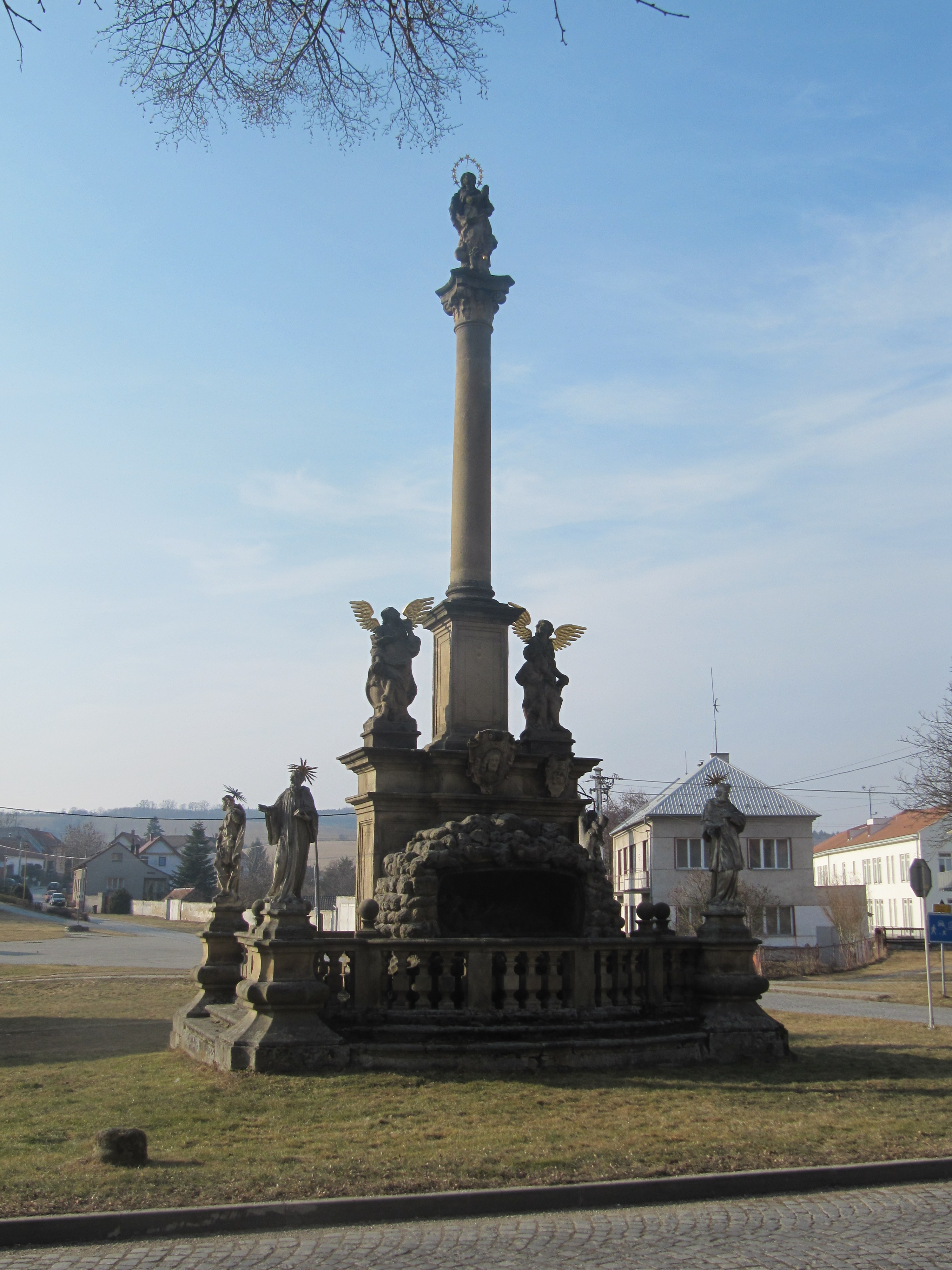
Sloup se sochou Panny Marie

- Kostel Zjevení Páně (Velehrad) – zvaný Cyrilka, neb se dle ústní tradice jednalo o místo Cyrilova kázání na Velehradě.
- Kaple sv. Jana Nepomuckého s barokním mostem – kamenný most přes řeku Salašku v cípu klášterního areálu je chráněnou památkou.[11] Při mostu se nachází kaple z roku 1715.
- Poutní a exerciční dům Stojanov – vznikl jako první v českých zemích v roce 1924 na návrh arcibiskupa A.C.Stojana pro ubytování poutníků a hostů na Velehradě a exerciční cvičení. V letech 1948–1992 byl změněn na ústav sociální péče pro mládež. Poté mu byl navrácen původní účel.[12]
- Socha svatého Jana Nepomuckého – kulturní památka z poslední čtvrtiny 17. století [13]
- Sloup se sochou Ježíše Krista z roku 1703 od neznámého autora stojí při silnici ze Starého Města na Velehrad u křižovatky na Modrou. Kristus je vytesán v poněkud menší než v životní velikosti. Jeho postava svázanýma rukama připoutaná k nízkému sloupku představuje „muže bolesti“.[14][15]
- Sloup se sochou Panny Marie stojící v prostoru předklášteří (před západní klášterní branou) vytvořil na přání opata Petra Silaveckého velehradský cisterciácký konvrše Bernard Giermek. Mariánská socha na sloupu s korintskou hlavicí byla opatem posvěcena 5. srpna 1681. V roce 1715 byl sloup upraven v mohutnější sousoší, jako poděkování za šťastně přestálou morovou epidemii. Původní sloup s Immaculatou byl postaven na čtyřboký podklad z kvádrového zdiva, v němž byl upraven dopředu otevřený hrob jako jeskyně s ležící postavou sv. Rozálie. Proto je sousoší nazýváno „Rozárkou“. Na horní římse podkladu jsou po stranách soklu dvě postavy stojících andělů a na spodní římse tři kartuše, z nichž větší střední nese plastickou podobu Kristovy tváře s nápisem „Salvator mundi adiuva nos“. Nejspodnější partii tvoří balustráda s nárožními sochami čtyř patronů proti moru – sv. Jana Nepomuckého, sv. Šebestiána, sv. Rocha a sv. Bernarda.[16][17]
- Sloup se sochou svatého Jana Nepomuckého – u hřbitova pochází z 2. poloviny 18. století.[18]
- U silnice č. 428 asi 3,5 km severně od obce Modrá na hranici katastrů Jankovic a Velehradu se nachází kulturní památka – kamenný blok z hrubozrnného pískovce "Králův stůl", opředený pověstmi, pokládaný za megalitický dolmen. O tomto kameni existuje zmínka už v listině krále Přemysla Otakara I. z roku 1228. Od 13. století důležitý hraniční bod i místo historických jednání.[19]
- Dne 13. června 2010 byla požehnána Poutní cesta růžence, která spojuje Staré Město u Uherského Hradiště s Velehradem. Poutní cestu požehnal olomoucký arcibiskup Jan Graubner. Podle návrhu architektů Klementa a Todorova byly vydlážděny kamenné plochy pro vztyčení kamenných zastavení. Těchto zastavení je dvacet a nesou reliéfy zobrazující růžencová tajemství. Podle návrhu výtvarníka Milivoje Husáka z Lelekovic u Brna je vytesal kameník Josef Kozel. Návrhy byly schváleny liturgickou komisí v Olomouci, zbudování cesty zaštítila Matice velehradská. Stavba probíhala tři roky.[20]

## Zahraniční místa nesoucí název Velehrad
- Itálie: Poutní dům Velehrad v Římě. Umístěn na Via delle Fornaci 200, to je cca 15 minut chůze od baziliky sv. Petra. Dále Oslavný sloup Marca Aurelia, odhalený v roce 196 po Kr., znázorňuje válečné tažení římských vojsk proti moravským Kvádům. Legie i s jistým počtem lodí vyrazila pravděpodobně z tábora Carnuntum a postupovala po obou březích Moravy severně proti Kvádům. Jeden výjev by mohl znázorňovat rozsáhlou kvádskou aglomeraci, možného předchůdce pozdějšího slovanského Veligradu (Staré Město či Mikulčice), svědčí o tom opevnění na obou stranách velké řeky, postup římských legií po jantarové stezce atd.[21]
- Pastorační dům Velehrad. Tento poutní dům sloužící k pastoraci se nachází v horském údolí v obci St. Martin. Nachází se v 1310 metrech nad mořem blízko Walsbergu. Vrcholky obklopující pastorační dům dosahují výšky více než 2100 m n. m. Účelem domu je ubytování turistů, bohoslovců, kněžím a slouží také školám. Je zde spousta turistických stezek. Vrcholky Dolomit obklopující celou oblast v létě úplně vybízejí k turistice a v zimním období k lyžování.[22]
- Velká Británie: Velehrad v Notting Hillu v Londýně. Je to české a slovenské krajanské středisko, činné v oblasti kultury.